# Nagyfater bátyó
A Nagyfater bátyó (eredeti cím: Uncle Grandpa) 2013 és 2017 között vetített amerikai számítógépes animációs vígjátéksorozat, amelyet Pete Browngardt alkotott. A sorozat a címszereplőről szól, aki a világ összes gyerekének a nagybátyja és nagypapája. Amerikában a Cartoon Network mutatta be 2013. szeptember 2-án. Magyarul a Cartoon Network mutatta be 2014. szeptember 21-én.
A sorozat – a Secret Mountain Fort Awesome-hoz hasonlóan – az Uncle Grandpa című próbaepizódon alapszik, amely 2008-ban debütált a The Cartoonstitute című műsor részeként.

## Szereplők
- Nagyfater bátyó – Nagyfater bátyó mindenkinek a nagypapája és nagybátyja, aki mindenkinek segít, miközben körbeutazza a Földet. A Rohamverda (RV) nevű mágikus lakókocsiban él, amely önmagát tudja vezetni és sok érdekes és furcsa szobát rejt.
- Hasi tasi – Hasi tasi Nagyfater bátyó beszélő táskája, barátja, aki tanácsokat ad és sok hasznos holmit rejt.
- Giga Realisztikus Repülő Tigris – Ő Nagyfater bátyó nőstény tigrisparipája. Imádja a fiúbandákat és a lányos dolgokat.
- Pizza Pityu – Pizza Pityu egy pizza, aki mindig napszemüveget visel. Azt gondolja magáról, hogy ő a legmenőbb a világon.
- Mr. Guszti – Egy dinoszaurusz, aki több millió évvel ezelőtt született, így nem meglepő, hogy semmi se lepi már meg.

## Epizódok
| Évad | Évad | Epizódok | Eredeti sugárzás    | Eredeti sugárzás   | Magyar sugárzás      | Magyar sugárzás      |
| Évad | Évad | Epizódok | Évadpremier         | Évadfinálé         | Évadpremier          | Évadfinálé           |
| ---- | ---- | -------- | ------------------- | ------------------ | -------------------- | -------------------- |
|      | 1    | 52       | 2013. szeptember 2. | 2015. március 5.   | 2014. szeptember 22. | 2015. szeptember 30. |
|      | 2    | 26       | 2015. március 12.   | 2015. december 15. | 2015. október 1.     | 2016. március 29.    |
|      | 3    | 26       | 2015. december 16.  | 2016. július 1.    | 2016. március 30.    | 2016. október 18.    |
|      | 4    | 26       | 2016. július 1.     | 2016. december 15. | 2016. október 29.    | 2017. március 22.    |
|      | 5    | 23       | 2016. december 16.  | 2017. június 30.   | 2017. március 10.    | 2017. szeptember 19. |

## Szereposztás

### Főszereplők
| Szereplő                        | Eredeti hang                             | Magyar hang         |
| ------------------------------- | ---------------------------------------- | ------------------- |
| Nagyfater bátyó                 | Peter Browngardt Pendleton Ward (1 rész) | Barabás Kiss Zoltán |
| Mr. Guszti                      | Kevin Michael Richardson                 | Juhász Zoltán       |
| Pizza Pityu                     | Adam DeVine Pendleton Ward (1 rész)      | Mészáros András     |
| Giga Realisztikus Repülő Tigris | Nem beszél                               | Nem beszél          |
| Hasi Tasi                       | Eric Bauza                               | Pavletits Béla      |

### Mellékszereplők
| Szereplő       | Eredeti hang      | Magyar hang                                              |
| -------------- | ----------------- | -------------------------------------------------------- |
| Apró csoda     | Tom Kenny         | Kováts Dániel                                            |
| Dennis         | Tom Kenny         | Bogdán Gergő                                             |
| Melvin         | Jarid Root        | Bogdán Gergő                                             |
| Riley          | Scott Menville    | Bogdán Gergő                                             |
| Poci Maci      | Audie Harrison    | Pálmai Szabolcs (1. hang) Németh Attila István (2. hang) |
| Hot dog csávó  | Eric Bauza        | Törköly Levente (1. hang) Albert Gábor (2. hang)         |
| Pocakos gyerek | Zachary Gordon    | Baráth István                                            |
| Mary           | Pamela Adlon      | Dögei Éva                                                |
| Adam           | Dee Bradley Baker | Berkes Bence                                             |
| Austin         | Carlos Alazraqui  | Császár András                                           |

### Magyar változat
A szinkront a Turner Broadcasting System megbízásából a Digital Media Services és az SDI Media Hungary készítette.
- Bemondó: Bózai József
- Magyar szöveg: Csorján Melinda, Szalay Csongor, dr. Katona László
- Hangmérnök: Schupkégel Sándor, Hollósi Péter
- Vágó: Szemerédi Gabriella, Hollósi Péter
- Gyártásvezető: Derzsi-Kovács Éva, Németh Tamás
- Szinkronrendező: Kertész Andrea, Kiss Lajos
- Produkciós vezető: Hegyi Eszter, Varga Fruzsina

További magyar hangok
- Bácskai János – Az erdő királya
- Berkes Bence – Bennszülött fiú
- Bogdán Gergő – Nagy G
- Bognár Tamás – A pankráció története narrátora
- Bolla Róbert – Ric Flair
- Borbíró András – Tommy
- Czető Roland – Rokonsrác
- Faragó András – Kamionsofőr
- Fekete Zoltán – Nubert Nimbo
- Galbenisz Tomasz – jávorszarvas
- Gubányi György István – Ernie
- Ifj. Boldog Gábor – Phillip (kisfiúként)
- Joó Gábor – Tony Pepperoni
- Kapácsy Miklós – Skeletony, egyik hamburgerdog-vásárló
- Kassai Ilona – vásárló néni
- Kassai Károly – Phillip (öregúrként)
- Kisfalusi Lehel – Vezetésoktató
- Molnár Levente – Francois
- Némedi Mari – Nubert anyukája
- Szalay Csongor – Angol Muffin
- Tokaji Csaba – Buborék kapitány